# Општина Штрпце
Општина Штрпце (алб. Komuna e Shtërpces) налази се на крајњем југу Србије, на граници са Северном Македонијом. Површина општине је око 248 km². Обухвата територију од шеснаест села Сиринићке жупе. Седиште општине је истоимено место Штрпце. Општина Штрпце је постојала до 1965. године када је укинута, а поново је формирана 1988. године издвајањем насеља из тадашње општине Урошевац (Сл. лист САП Косова; 05/88).
На западу општине извире река Лепенац. На Шар-планини се налази познати ски-центар Брезовица, а ту је и један од пет националних паркова у Републици Србији, национални парк Шар-планина.
Према званичним резултатима пописа из 2024. године, општина Штрпце има 10.771 становника (8.080 Срба и 2.626 Албанаца).

## Географија

### Положај и пространство
Општина Штрпце се великим делом поклапа са границама Сиринићке жупе. Општина Штрпце је формирана 10.08. 1988. године након што је укинута 31. децембра 1965. и обухвата површину од 247,36 km². Територија општине налази се у јужном делу Србије, у аутономној покрајини Косову и Метохији. Смештена је у јужном делу Косовског управног округа. Захвата цео слив реке Лепенца. Жупа се налази у североисточном делу Шар-планине и у облику је широког неправилног многоугла.
Штрпце је административно средиште општине, налази се у централном делу општинске територије. Села су подједнако смештена на обе обале Лепенца. Седам је смештено на левој а девет на десној обали Лепенца. Општина Штрпце се граничи са севера са општинама Урошевац и Сува Река, истока Призреном, запада Качаником, а на југу са Северном Македонијом.
На јужној страни општина се протеже преко шарског гребена са врховима Љуботен (2.498 m), Ливадице (2.494 m), Језерска Чука (2.604 m) и Бистра (2.651 m). Западна граница се од превоја Бистре спушта на превој Превалац који Сиринићку жупу раздваја од Средачке Жупе. Северозападна страна Сиринића се од Ошљака (2.207 m) протеже преко Коџа Балкана (2.035 m) и планине Жара (1.694 m) које га одвајају од Призренског Подгорја. Северну границу жупе чине делови Језерске планине, Студеница и Куркулица, одакле се граница на североистоку спушта преко Грабера према Бродској клисури на источној страни.
Путни правци Општину Штрпце повезују са Призреном и Урошевцем, док саобраћајнице углавном прате реку Лепенац.

### Клима
Клима је планинска, али сходно надморској висини, подлози и утицају ветрова неки делови жупе имају значајне климатске разлике. Стране окренуте југу, као и нижи делови имају жупску климу, а виши делови алпску. У већем делу године преовлађује претежно стабилно време, без олујних ветрова, са дугим зимама које нису оштре и топлим летима са малом количином падавина.
Најтоплији месец је јул са просечном температуром од 18 °C, а најхладнији јануар са средњом температуром од -0,3 °C. Ипак постоје разлике између северног и јужног дела. Због изложености северцу јужни део је хладнији од северног. Тако на пример село Коштањево које се налази на јужној страни и надморској висини од 1.000 до 1.240 метара зими је топлије, него насеље Штрпце које се налази на 900 метара.
Снежни покривач се у жупи задржава око 60 до 210 дана, што зависи од надморске висине и експозиције. Сиринићка жупа прима и значајну количину падавина, нпр. Јажинце 1.014 mm, a Штрпце 922 mm годишње.

### Хидрографија

#### Водени токови
Сиринићка жупа је богата водом. Густу речну мрежу чини Лепенац и његове притоке. Највећа река је Лепенац која настаје на Коџа Балкана код села Севце на надморској висини од 1.120 метара, од Тисове и Черничке реке. Максимална висина на извору Лепенца је 1.934 метара, а најнижа 630 метара. Површина слива Лепенца у Сиринићкој жупи износи 241 km², а од Јажинца до Брода прима 12 притока: Тисову реку, Череначку реку, Сотачки поток, Суву реку, Блатештицу, Врбештичку реку, Муржицу, Миљоштицу, Сушићку реку, Вичанску реку, Ропотски поток и Ижанску реку.
На територији жупе констатовано је 247 извора. Велики број извора се користи за водоснабдевање, а температура воде је од 4–10 степени.

#### Језера
Број језера у општини није тачно утврђен. Језера са Шарске стране, Штрбачко или Ливадичко језеро које се налази на надморској висини од 2.173 метара и Велико Јажиначко језеро на 2.170. метара надморске висине су веома богата водом.
Штрбачко језеро смештено је у дубоком цирку, подно врха „Ливадице“ на надморској висини од 2.173 метра. Удаљено је око шест километара југоисточно од Штрпца. Дужина језера износи 220, а ширина 124 метра, док је обим језера 683 метра. Дубина језера варира у распону од 6,50 до 8,60 метра, у зависности од доба године. Провидно је до самог дна, а воду добија од падавина, топљењем снежника, као и од бројних површинских и подземних извора.
Велико Јажиначко језеро је дугачко 150 метара, а широко 87 метара. Име је добило по селу Јажинце. Највећи водостај језеро има у мају, јуну, октобру и новембру у време киша, док је најмањи у августу или септембру. Према неким српским научницима дубина језера при високом водостају износи 12 метара. И према првим и другим изворима језеро је најдубље од свих језера на Шар планини. Дужина обалне линије језера износи око 500 m. Језеро има јајчани облик, а напаја се водом из једног потока који не пресушује и са неколико глечера који га окружују.
Вода планинских језера Сиринићке жупе одликује се ниским температурама током целе године, услед велике надморске висине, хладних ветрова, па због тога она не служе за купање.

## Биљни покривач и животињски свет
Огромни водени талог, као и састав стена који се састоји од непропустљивих стена чини да је биљни свет веома бујан. На простору од 1.000–-1.200 метара расте буква, храст, китњак, цер, бреза, бели јасен. Од 1.200–-1.700 метара простире се црногорични појас на коме се могу наћи црни бор и бели бор, смрча, клека, молика. Изнад 1.700 метара заступљена је прелазна жбунаста вегетација. У Сиринићкој жупи је 5.585 хектара под шумом, док 6.500 хектара чине пашњаци.
Некада се планински масив Шар-планине одликовао изузетним богатством животињског света. Међутим, човек је крчењем шуме потпуно изменио структуру шумских заједница и довео до потпуног нестајања неких животињских врста. Такав пример је орао брадан. Животињски свет општине Штрпце чине: срна, дивокоза, дивља свиња, балкански рис, куна златица и куна белица, видра, динарска волухарица, велики тетреб и друге врсте.
Карактеристика Сиринићке жупе је и велики број пастирских паса шарпланинаца. Заступљени су шарпланинци свих боја, од беле боје, преко боје меда, жуте, сиве или чак и црне боје. Веома су храбри и борбени па не презају да се супротставе вуку или медведу.

## Насеља
На територији Сиринићке жупе налази се шеснаест сеоских насеља, седам на левој и девет на десној обали Лепенца. На десној обали реке Лепенца семештена су села Севце, Јажинце, Штрпце, Готовуша, Драјковце, Фираја и Брод а на левој су Врбештица, Беревце, Доња Битиња, Горња Битиња, Сушиће, Коштањево, Вича и Ижанце.
| - Беревце - Брезовица - Брод - Вича - Врбештица - Горња Битиња - Готовуша - Доња Битиња | - Драјковце - Ижанце - Јажинце - Коштањево - Севце - Сушиће - Фираја - Штрпце |

Седам насеља Сиринићке жупе се налазе на висинама до 850 метара, шест на висинама од 850-1.000, а три на висини од 1.000–1.250 метара. Села жупе су збијеног и разбијеног типа. У збијена села спадају она села насељена Србима – Јажинце, Беревце, Готовуша и Штрпце, као и мешовита села (насељена Србима и Албанцима) – Доња Битиња и Драјковце. Збијеног типа је и село Сушиће иако је на надморској висини од 1.100 метара. Једино села насељена албанским становништвом, Коштањево и Ижанце, спадају у разбијена насеља старовлашког типа.

## Историја

### Средњи век
Археолошка истраживања су открила два утврђења, „Зидовница“ код Готовуше и „Градиште“ код Брезовице. По мишљењу археолога они потичу из VI века.
У састав српске средњовековне државе, Сиринићка жупа је ушла почетком 13. века, у време Стефана Првовенчаног. У Сиринићкој жупи, у средњем веку постојала су два града - (на месту данашњег села Врбештица-Грчки град) и Чајлије (турски чајлије=остаци тврђаве, близу Брезовице). Први, најстарији досад откривени помен Сиринићке жупе налази се на једном јеванђељу из XIII века писаног на пергаменту које се данас чува у Националној библиотеци у Паризу. Други помен Сиринића потиче из 1331. године, ради се о повељи краља Стефана Душана, издатој у пиргу манастира Хиландара, из које се види да је Сиринићка жупа и раније била метох манастира Хиландара. Историја Сиринића све до турских освајања била је уско повезана са светогорским манастиром. Назив Сиринић (као и планина Млечно) јасно говоре да се становништво жупе највише бавило сточарством.

### Турска владавина
У турском попису из 1455. помињу се Штрпце, Севце, Вича, Готовуша, Јажинце и Врбештица. По турском попису из 1455. године у Штрпцу је било 65 српских домаћинстава док је Готовуша имала 64. куће ожењених и 15 кућа неожењених мушкараца. Село Вича по овом попису имало је 43 куће. Јажинце средином XV века је имало 29 кућа, а Врбештица 53 куће. Отомански пописи из 16. века показују да у жупи у то време нема албанских насеља, већ да су сва искључиво српска. О томе најбоље сведочи попис из 1455. године којим су обухваћена села Пруд (Брод) и Коштањево. Брод по попису има 38, а Коштањево 20 кућа, а сва домаћинства су српска. Да су Срби живели у овим местима говори нам остаци српске културе. Поред Брода налази се остаци цркве Светог Петра коју је по исељавању Срба сачувао албански род Ђони. У самом селу постоје и остаци српског гробља који је сачувао албански род Смаилај, јер на тим гробовима има и имена њихових предака.
Досељавња Албанаца у овај крај почиње од средине 18. века. Разлози досељавања углавном су економске природе. Њих је привлачило плодно земљиште Косова, за разлику од кршевите северне Албаније. Исламизација Срба почела је почетком XIX века када су прво поисламљени Смаиловити у Броду и Тошићи у Ижанцу. Око 1830. поисламљени су Асановићи у Сушићу, а презиме су добили по поисламљеном претку Асану. Последњи који су прешли у Ислам били су Спасићи из Коштањева.
У току турске владавине, насеља и привредни живот Жупе углавном стагнирају. Основне привредне гране биле су сточарство и пољопривреда и насеља су углавном задржала рурални карактер, осим Штрпца који је био локални трговачко-занатски центар. Организована експлоатација хромита, почетком овог века, имала је за последицу преображај Брезовице од сезонске сточарске насеобине у рударско насеље. Настанак рударских колонија променио је изглед и утицао на развој пре свега Врбештице и Штрпца.

### Модерно доба
Територија општине Штрпце је ослобођена од отоманске власти у Првом балканском рату. Међутим у Првом светском рату окупирана је од стране Бугарске, да би у периоду између два светска рата била део Краљевине Срба, Хрвата и Словенаца, а касније и Краљевине Југославије. Од 1941. године и почетка Другог светског рата у Југославији територија општине Штрпце окупирана је од Бугарске. Као одмазду за једног убијеног војника, Бугари су 28. јуна 1944. године стрељали на ливади код Брезовице 46 људи од којих је било дванаесторо деце. Исте године је Штрпце ослобођено од фашистичко-нацистичке окупације. Као део Србије, територија општине Штрпце постала је део Социјалистичке Федеративне Републике Југославије.

#### Рат на Косову и Метохију
Рат на Косову и Метохији оставио је трага и на простору општине Штрпце. Прва жртва терориста из Ослободилачке војске Косова био је Добросав Максимовић (65. г.) из села Врбештица који је отет 8. јуна 1999. године у близини свог села док је чувао стоку. Његово обезглавњено тело је пронађено дан касније. Из истог села, годину дана касније, 4. октобра 2000. године убијен је Петар Ивковић (62. г.) такође док је водио стоку на испашу. Измасакрирано тело је пронађено код манастира Свети Петар. Божидар Маркићевић из Сушића киднапован је од стране терориста 23. јуна 2000. године, а његово тело је пронађено четири дана касније. Стаја Илић (43. г.) из Севца убијен је 13. фебруара 2001. код села Бањица у општини Качаник када су албански терористи пуцали на конвој који се кретао од Београда до Штрпца. Исте, 2001. године, 28. августа у близини свог села Врбештица, нађено је изрешетано тело Станојка Станковића.
Командир полицијске станице у Качанику Богољуб Сталетовић (41. г.) из села Беревца убијен је на улазу у село Гајре 28. фебруара 1999. године, када је кренуо да прикупи оперативне податке о киднаповању Кики Ризе из истог села. Полицајац Славиша Јовановић (35. г.) убијен је на територији општине Штрпце у селу Фираја 9. маја 1999. године.
Током Мартовског погрома 2004. године, у Драјковцу су убијена двојица Срба, Добри Столић (50. г.) и његов син Борко Столић (22. г.). Они су убијени испред куће у Драјковцу у коју су смештени након што су морали да напусте Урошевац 1999. године.
Након повлачења српске војске са Косова и Метохије 1999. године, у општини Штрпце њихово место заузео је пољско-украјински батаљон КФОР-а. Они су били смештени у хотелу Бреза на Брезовици и били су задужени да осигурају безбедност становништву општине. Сто шездесет припадника овог батаљона, напустило је општину Штрпце 2010. године и прешло је у базу Бондстил у Урошевцу. Данас нема ниједног припадника КФОР-а на територији општине, а о безбедности се брине Косовска полицијска служба (КПС) коју сачињавају Срби и Албанци.

## Грб општине
На грбу Општине Штрпце налази се штит црвене боје, на којем се пропиње сребрни вук, златних канџи, зуба и језика, откинуте леве шапе стежући златни буздован у десној. Изнад штита је Сребрна бедемска круна без мерлона.
Испод штита се налази стеновита планинска база грба, на којој стоје држачи штита. На десној страни, је Свети Никола који држи Свето Јеванђеље, а на левој Цар Душан који држи жезло у десној и развијену повељу у левој руци.
Уз држаче су постављени стегови. Десно је то српски народни стег, а лево стег Општине, на црвеном пољу се налази зидна круна као са грба из које израста полу-вук као код штита. Испод штита је лента са натписом: СИРИНИКЬ – 1331 – ШТРПЦЕ.
Тадашње паралелне структуре власти под управом Приштине увеле су нови грб. На плавој позадини налази се мапа општине Штрпце обојена жутом бојом, а у горњем делу грба уздижу се снежни врхови планине. Испод грба је лента на којој је написано име општине на српском и албанском језику.

## Становништво
Територија Сиринићке жупе од давнина је насељена Србима. По процени из 2007. у општини тренутно живи око 13.600 становника, међу којима је 9.100 Срба, 4.500 Албанаца и 30 Рома. У општини живи око 900 интерно расељених лица (српске националности), од којих око 400 живи у колективним центрима а остали живе у приватним кућама. Демографска обележја су благи раст укупног броја становника, као и мешовити национални састав. Територијални распоред становништва изразито је неуравнотежен. Према попису из 2011. године Албанаца је 3.757, а Срба 3.148. Међутим попис није меродаван, јер је велики број људи бојкотовао попис.
Места Беревце, Брезовица, Врбештица, Готовуша, Јажинце, Севце и Штрпце су насељена Србима, Брод, Ижанце, Коштањево и Фираја су насељена Албанцима, док су Вича, Горња Битиња, Доња Битиња, Драјковце и Сушиће мешовите средине.
Три четвртине становништва Сиринићке жупе је досељеничко. Они су се досељавали чак из веома удаљених крајева. Срби су насељавали ове крајеве зато што је са свих страна жупа била окружена планинама које нису биле погодне за насељавање, па је због тога била заштићена од упада Арбанаса. Са западне стране је од Албанског продора штитила Средска на коју је била наслоњена, а преко ње и на Гору. Досељавање Албанаца у овај крај почиње од средине 18. века, после Друге сеобе Срба 1737. године. Разлози досељавања углавном су економске природе. Њих је привлачило плодно земљиште Косова, за разлику од кршевите северне Албаније.
Од осамдесетих година један део Срба се преселио у ужу Србију, а у општини Штрпце су се населили Срби који су 1999. године избегли из Урошевца и Призрена.
| Демографија   |       |      |         |      |      |     |       |      |        |
| Година пописа | Срби  | %    | Албанци | %    | Роми | %   | Турци | %    | Укупно |
| 1991          | 8.303 | 66   | 4.125   | 32,8 | 101  | 0,8 | 74    | 0,58 | 12.586 |
| 1999          | 9.182 | 82,4 | 1.830   | 16,4 | 73   | 0,7 | 73    | 0,7  | 11.145 |
| 2001          | 9.099 | 66,7 | 4.500   | 33   | 34   | 0,2 | 34    | 0,2  | 13.633 |

| Етнички састав према попису из 2024.‍ | Етнички састав према попису из 2024.‍ | Етнички састав према попису из 2024.‍ | Етнички састав према попису из 2024.‍ | Етнички састав према попису из 2024.‍ |
| ------------------------------------ | ------------------------------------ | ------------------------------------ | ------------------------------------ | ------------------------------------ |
|                                      |                                      |                                      |                                      |                                      |
| Срби                                 | Срби                                 |                                      | 8.080                                | 75,00%                               |
| Албанци                              | Албанци                              |                                      | 2.626                                | 24,38%                               |
| Роми                                 | Роми                                 |                                      | 37                                   | 0,34%                                |
| Горанци                              | Горанци                              |                                      | 8                                    | 0,07%                                |
| Бошњаци                              | Бошњаци                              |                                      | 6                                    | 0,06%                                |
| остали                               | остали                               |                                      | 8                                    | 0,07%                                |
| Нису се изјаснили                    | Нису се изјаснили                    |                                      | 4                                    | 0,04%                                |
| укупно: 10.771                       |                                      |                                      |                                      |                                      |

## Општинска власт
После локалних избора 2017, 15 места у општинској скупштини су подељена на следећи начин :
| Партија                            | О.места |
| ---------------------------------- | ------- |
| Грађанска иницијатива српска (ГИС) | 6       |
| Самостална либерална странка (СЛС) | 5       |
| Демократска партија Косова (ПДК)   | 2       |
| Партија самоопредељења (ВВ)        | 1       |
| Демократска лига Косова (ЛДК)      | 1       |

За председника општине изабран је Братислав Николић из Српске листе, a заменик градоначелника је Бећир Фејзулаху, из демократске партије Косова.
Председник скупштине је Предраг Грбић, некадашњи одборник Самосталне либералне странке, а сада је независни одборник.

## Привреда
Основне гране привреде у општини су: пољопривреда, занатство, трговина, саобраћај, туризам и угоститељство.

### Пољопривреда

#### Ратарство
Ратарство је заступљено на целом простору од Јажинца до Брода. Земљиште је плодно од наноса шарских река, укључујући и Лепенац. У нижим пределима се гаји овас, раж, кукуруз, пшеница, јечам и разно поврће. Оне успевају због великог броја потока и речица, па је могуће наводњавање. У вишим деловима ратарство је слабије развијено. Њива на већим висинама има у долини Калуђерске реке изнад Штрпца на висини од 1.100 метара и у долини Суве реке код Јажинца на висини од 1.200 метара. Због висине кукуруз и пшеница не успевају, па се сеју овас и јечам.

#### Воћарство и виноградарство
Воћарство је доста добро заступљено у Сиринићкој жупи. Воћњака има око сваког села, чак и на највишим висинама. Гаје се трешње, шљиве, јабуке, крушке и ораси.
Виноградарства готово и да нема. Углавном се узгаја у српским селима у нижим пределима и то само за сопствене потребе. Међутим, некада је у овим селима виноградарство било веома развијено, а о томе сведоче топографски називи „Лојзиште“ код Виче или „Резбаник“ код Брода.

#### Сточарство
Сточарство је једна од најважнијих привредних грана. На Шари има велики број летњих испаша између села и шума, као и на пропланцима у шуми, нарочито на висини од 1.550–1.750 метара. Такође довољно ливада има и око притока у самој равни Лепеничке долине. И северни обод располаже са ливадама, али мање него на Шарској страни. Из тог разлога је на северној страни сточарство слабије развијено, осим села Врбештице и Беревца које имају доста добро развијено сточарство.
Некада су се сточари у овој жупи кретали у Подгор или јужни део Косова. Та кретања су сада потпуно престала. Број стоке је доста опао. Сточарство је нарочито почело да опада почетком XX века због пљачки, као и током балканских ратова, Првог и Другог светског рата и рата на Косову деведесетих година.

### Рударство
На северним ободима Сиринићке жупе има руда хрома. Експлоатација руде је почела 1894. године када су отворена два рудника а касније још два у селима Јажинце и Врбештица. Сви рудници су били у власништво солунског друштва Алатини. Рудници су престали са радом за време Балкансих ратова и Првог светског рата, да би након Првог светског рата био обновљен рад од стране Асео.а.д. из Скопља. Рад је обновљен само у рудницима у Врбештици, док су они у Јажинцу напуштени. Највећу корист од рудника су имала села Врбештица, Јажинце и Севце из којих је један део становништва радио у руднику. Шездесетих година 20. века напуштени су и рудници у Врбештици.

### Саобраћај
Саобраћајнице углавном прате реку Лепенац која иде од села Севца, затим пролази кроз Бродску клисуру да би се у подножју пут рачвао у два правца, према Урошевцу и Качанику. Са друге стране, узводно, пут иде ка Призрену.
Безбедност је за време Османске владавине на овим путевима била доста несигурна, па су путници морали да траже пратњу кроз ову област. Крајем XVIII и почетком XIX века самозвани косовски господари Џинићи били су задужени да осигурају пут па су из тог разлога, код села Драјковца подигли кулу са осматрачницом и пушкарницама. Они су штитиле област до Штрпца јер су се Јажинце и Севце тада налазиле у области којом је руководио призренски паша.

### Туризам
Општина Штрпце има одличне услове за развој туризма. Ски-центар Брезовица познати туристички центар на северозападној страни планине Шаре, јединствен је спортско рекреативни комплекс на надморској висини од 900 до 2.500 метара. Нижи делови одликују се правом жупском климом, са пријатном дневном топлотом и свежим ноћима, док у највишим деловима влада права алпска клима, тако да се снег задржава и до 280 дана. Простране скијашке терене Инекс ски-центра Брезовица чини систем од 5 жичара и 5 ски-лифтова, међусобно је повезано 16 km скијашких стаза просечне дужине од по 3.000 метара. На брезовичким ФИС стазама за слалом, велеслалом, спуст и „супер Џи“ истовремено се може опробати 50.000 скијаша.
Међутим последице Рата на Косову и Метохији оставиле су последице. Данас се за потребе туризма у општини Штрпце користе врло мале површине: хотели, ресторани, одмаралишта и пратећи туристички објекти, не заузимају више од око 15 ха. Већ неколико година не раде ни хотели „Молика“, „Нарцис“, „Бреза“.
Општина поседује велики број споменика културе. На врху Чајлије, изнад ушћа Пиљевачког потока у Лепенац, уочава се град са два појаса утврђења који потпуно у рушевинама, али се уочавају остаци донжон куле, као и обриси других грађевина. На најприступачнијем месту, са северне стране прилаз граду био је заштићен кулом. Од ње се пружа бедем, са још једном кулом од које је био подигнут одбрамбени зид који се спуштао у подножје брда, према реци Лепенац.
У селу Горња Битиња северозападно од гробљанске цркве Св. Ђорђа налази се камена плоча вертикално пободена у земљу. На плочи, са орнаментом из 14. века исписан је 1592. год. вотивни натпис приложника Никодима и Пртушина који цркви Св. Ђорђа поклањају воденицу, шуму, њиву и ливаду.
У Штрпцу се налази црква светог Николе, подигнута 1576/1577. године, која се налазе под заштитом Републике Србије, као споменик културе од изузетног значаја Од њега је, после обнове у XIX веку, остао само део апсиде и северног зида, који показују брижљиво зидање тесаним каменом и споља петострани облик олтарске апсиде. О знатном квалитету првобитног живописа сведоче тек једна фигура ђакона у северном делу олтара и неколико фрагмената из зоне сокла. У великој обнови срушен је западни зид да би се црква продужила, а остали зидови су знатно надвишени и пресведени. Црква је тада добила и звоник.
У Доњој Битињи налази се скромна грађевина једнобродног, полуобличасто засведеног наоса и са споља тространом апсидом посвећена Светом Теодору Тирону. Ова Гробљанска црква Св. Теодора Тирона зидана је ломљеним каменом с доста малтера, укопана, а под је покривен великим каменим плочама неправилног облика. Од живописа, који је настао шездесетих година XVI века, сачувани су само фрагменти на западном зиду и у олтарском простору, програмски сведени и типични за доба у којем су настали. У цркви се чува икона са представом Визије пророка Илије из 1635/6. године.
У Готовуши постоје две цркве које су споменици културе државе Србије. Прва је црква посвећена посвећена Светом Спасу, а позната је и као црква Светог Димитрија. По ктиторском фреско натпису који је делимично сачуван на западном зиду наоса показује да је црква првобитно била посвећена Светом Николи. То је једноставна, мала једнобродна грађевина са споља тространом апсидом, засведена је полуобличастим сводом и покривена двоводним кровом са каменим плочама. Фрагментарно сачувани живопис сведен је на сцене из циклуса Великих празника приказане у две зоне, декорацију свода коју чине фризови од по десет пророчких попрсја и, у темену, медаљони са ликовима Христа Емануила, Анђела Великог савета, Пантократора као и горњи део композиције Вазнесења. Најпотпуније је очувано сликарство олтарског простора, уобичајеног програма.
Црква Св. Богородице у Готовуши саграђена је после обнове Пећке патријаршије 1557. год. Данашњи облик црква је добила у обнови из 1886. год. То је једнобродна грађевина засведена полуобличастим сводом. Живопис из 16. века сачувао се само у олтарском простору.
На путу Штрпце—Брезовица, на ливади 800 метара од насеља Брезовица налази се споменик за 46 људи који су Бугари стрељали 28. јуна 1944. као одмазду за једног убијеног свог војника. Међу убијенима је било и дванаесторо деце. У периоду после 1999. године споменик је био мета напада више пута, али је сваки пут обновљен да стоји и подсећа на страшан злочин против Срба у Другом светском рату.

## Школство

### Основношколско образовање
Први учитељи у Сиринићкој жупи били су свештеници и деца су учила да читају у манастирима и црквама. Као почетак школства може се узети 1865. година, када је у једној малој згради у центру Штрпца отворена прва школа на простору жупе у којој се настава одвијала на српском језику. Школа је имала четири одељења, а први учитељ био је поп Данило из Горње Битиње. Први учитељ са тим звањем био је Милан Ковачевић из Беревца. Школа није радила током Другог светског рата. Изградња нове школске зграде, са бројним учионицама, помоћним просторијама и фискултурном салом почела је 1958. године. Више од тридесет година у њој се одвијало основношколско образовање, да би данас у њој биле смештене све средње школе у Штрпцу. У Севцу је школство почело 1895, а две године касније и у Готовуши. Прва школа у XX веку је отворена у Јажинцу, 1914. године, а 1928. су отворене школе у Врбештици и Горњој Битињи. Након Другог светског рата школу је добило и Беревце, али се школа 1962. спојила са школом у Штрпцу.
Данас у Штрпцу постоји основна школа „Стаја Марковић“, која има издвојена четвороразредна одељења у Сушићиу и Горњој Битињи у коју иду и деца из Доње Битиње. У Горњој Битињи постоји и осморазредна школа коју похађају деца албанске националности из Горње и Доње Битиње. У Севцу се налази школа „Шарски одред“ која има издвојена осморазредна одељења у Јажинцу у коју иду и деца са Брезовице и у Врбештици. У Готовуши постоји основна школа „Рајко Урошевић“ и њено издвојено одељење четвороразредне школе у Вичи коју похађају и деца из Драјковца. У Фираји је школа „Осман Мани“, а у Броду „Расим Цокли“.
Школе на српском језику уче по плану и програму министарства просвете Србије, док школе на албанском по програму непризнате државе Републике Косово.

### Средњошколско образовање
Уз магистрални пут, у близини цркве Светог Јована у Штрпцу налази се Економско-трговинска школа „Јован Цвијић“. Школа се првобитно звала економско-трговинска школа, а 1990. године основана је и Гимназија у Штрпцу. Према плану и програму имала је друштвено-језички смер и природно-математички. Због недостатка просторија и кадра настава се одвијала у просторијама основне школе „Стаја Марковић“. Министарство Републике Србије извршило је 1994. године трансформацију средњих школа у Србији, па је тако и Гимназија у Штрпцу морала да се трансформише у Економско-трговинску школу „Јован Цвијић“. У средњој школи постоје одељења са следећим подручјима рада: здравство и социјална заштита, машинство и обрада метала, електротехника, саобраћај и гимназија општег типа.

## Спорт
Ситуација последњих година на Косову и Метохији одразила се и на спорт.
Рукометни клуб Штрпце основан је 2008. године. Тренутно се такмичи у Другој лиги, група Копаоник. Рукометаши Штрпца све утакмице играју као гости, јер домаће утакмице играју на северу Косова у Звечану или Зубином Потоку.
Фудбалски клуб Брезовица из Штрпца такмичи се у Косовској окружној лиги, петом такмичарском нивоу српског фудбала.
У Штрпцу постоји и карате клуб Брезовица који је члан карате савеза Косова и Метохије.
Одбојкашки клуб Брезовица је у сезонама 2010/11 и 2012/13 играо Другу лигу Запад, али је оба пута заузео последње 10 место. Као и рукометни клуб и Брезовица је мечеве играла на Северу Косова.

## Галерија
- Штрпце
- Јажинце
- Брезовица и хотел „Нарцис"“
- Брод
- Околина Штрпца
- Споменик из НОБ-а на Брезовици
- Љуботен
- Поглед на Љуботен
- Брезовица лети
- Брезовица зими
- Скијаш на Брезовици
- Шара